# Hodaka
Hodaka va ser una aliança d'empreses nord-americana i japonesa que va fabricar motocicletes entre 1964 i 1978. Abans de 1964, la primera Hodaka japonesa havia fabricat motors per a la marca de motocicletes Yamaguchi. El nom de la marca, Hodaka, prové d'una muntanya prop de la fàbrica, a Nagoya, i vol dir "créixer més alt".
La distribuïdora mundial de Hodaka va ser Pabatco (Pacific Basin Trading Company), amb seu a la ciutat rural d'Athena (Oregon), la qual dissenyava i motoritzava la major part de models mentre que Hodaka, al Japó, era la responsable dels motors, la fabricació i el muntatge. Pabatco va ser propietat de Shell Oil Company del 1965 al 1978.

## Història

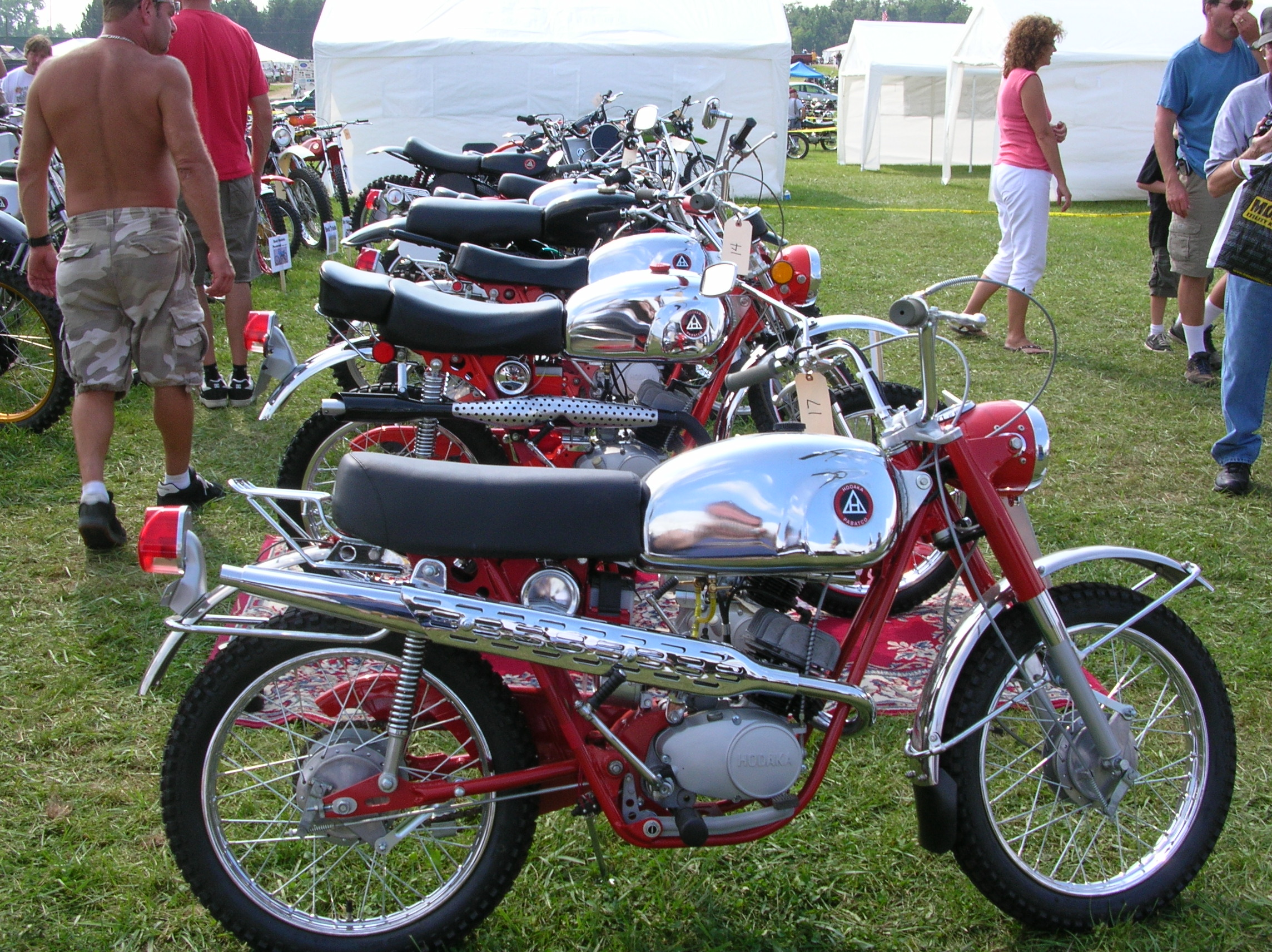
La Hodaka Ace 90 de 1964, el primer model de la marca

Els germans Oishi, propietaris d'Hodaka, havien fet un llarg viatge a Europa a finals de la dècada del 1950 al llarg del qual van comprar prop de 50 motocicletes europees i angleses per tal d'endur-se-les de tornada al Japó i estudiar-les allà. Hodaka produïa també màquines-eina i s'ha dit que l'empresa va adaptar la idea d'un dels seus grups d'engranatges de canvi ràpid, creat per a un torn de metall, a l'hora de construir el mecanisme de canvi de la caixa de canvis Hodaka, un mecanisme que van patentar. També s'ha publicat que Hodaka podria haver dissenyat el model Yamaguchi SPB50 complet, no només el motor.
Hodaka/Pabatco va començar a fabricar motocicletes completes el 1964. Sovint s'ha atribuït a aquesta associació l'inici de l'auge de les motocicletes de tipus trail als Estats Units, especialment gràcies als dissenys fets pels entusiastes de les motos de fora d'asfalt de Pabatco. El segon any de producció, Hodaka va experimentar amb vàlvules de làmines i va estar a punt de portar-les al mercat, tot i que finalment va abandonar la idea i, consegüentment, Yamaha ha estat considerat el primer fabricant a comercialitzar aquesta funcionalitat que millora la potència del motor.
A finals de la dècada del 1970, una combinació d'esdeveniments va provocar la desaparició d'Hodaka. La caiguda dels tipus de canvi del dòlar nord-americà enfront del ien japonès, un canvi en la demanda de motocicletes de fora d'asfalt en favor de les de carretera de gran cilindrada i la debilitat econòmica general van fer entrar en crisi l'empresa. Shell va intentar comprar Hodaka, però l'empresa japonesa va rebutjar l'oferta i va acabar tancant el 1978. Més tard, algunes eines i utillatges es van vendre a l'empresa coreana Daelim. Durant el període d’activitat d'Hodaka (1964-1978), l'empresa va produir prop de 150.000 motocicletes.
Cada any, al juny, se celebra a Athena un esdeveniment anomenat Hodaka Days durant el qual es fa una desfilada de motocicletes Hodaka, una exhibició de models, una prova de trial i una cursa de motocròs entre altres activitats.

## Llista de models produïts
- Ace 90, model 90
- Ace 100, model 92
- Ace 100, model 92A
- Ace 100B, model 92B
- Ace 100B+, model 92B+

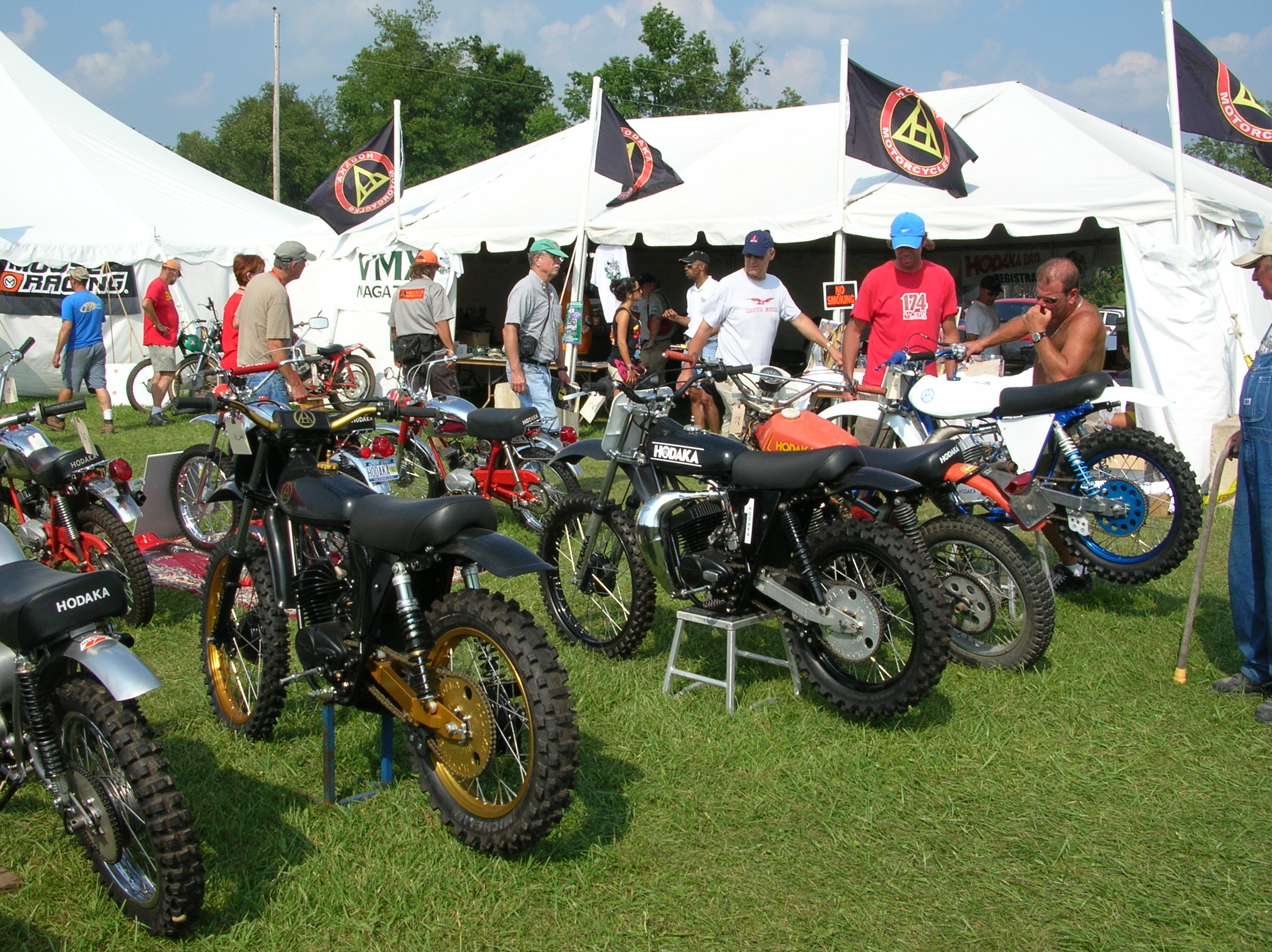
Motocicletes de motocròs Hodaka

- Ace 100 Super Rat, models 93, 93A i 93B
- 100 Dirt Squirt (dipòsit cromat), model 96
- 100 Road Toad, model 99
- 100 Super Rat, model 98
- 125 Super Combat, model 97
- 125 Combat Wombat, model 95
- 125 Wombat (dipòsit cromat), models 94 i 94A
- 175SL, model 61
- Road Toad, model 02
- Dirt Squirt, model 01
- 250SL, models 70 i 70A
- Thunderdog 250ED, model 71
- Dirt Squirt 80, model 82